# 西原明法
西原 明法（にしはら あきのり，1951年 - ）は日本の電子情報通信工学者。前東京工業大学大学院社会理工学研究科教授。東京工業大学副学長を経て，現在，東京工業大学名誉教授，東京工業大学超スマート社会卓越教育院特任教授／統括責任者。専門は信号処理，教育工学など。元IEEEリージョン10（アジア太平洋地域）会長。文部科学大臣表彰科学技術賞等受賞。

## 人物
福岡県小倉市（現在は北九州市）生まれ。東京工業大学で柳沢健教授に師事し，回路理論，電子回路等を学び，ディジタル信号処理の研究を推進し，1978年にディジタルフィルタの特性近似と低感度構成に関する研究で工学博士。1978年より東京工業大学工学部に勤務し，その後，理工学国際交流センター助教授，工学部電子物理工学科助教授，教育工学開発センター教授，社会理工学研究科人間行動システム専攻教授を経て，2016年に定年退職。東京工業大学名誉教授。2016年より東京工業大学工系人材養成機構特任教授。2020年より東京工業大学超スマート社会卓越教育院特任教授／統括責任者。

## 経歴
出典:
- 1973年　東京工業大学 工学部電子物理工学科 卒業
- 1975年　東京工業大学大学院理工学研究科電子工学専攻修士課程　修了
- 1978年　東京工業大学大学院理工学研究科電子工学専攻博士課程　修了
- 1978年　東京工業大学 工学部電子物理工学科助手
- 1983年-1984年　チェコスロバキア科学アカデミー無線電子研究所客員研究員（併任）
- 1985年　東京工業大学 理工学国際交流センター 助教授
- 1990年　東京工業大学 工学部電子物理工学科 助教授
- 1997年　東京工業大学 教育工学開発センター 教授
- 2010年　東京工業大 副学長（国際担当）
- 2011年　東京工業大学 大学院 社会理工学研究科人間行動システム専攻 教授
- 2016年　東京工業大学 工系人材養成機構 特任教授、東京工業大学 名誉教授
- 2020年　東京工業大学　超スマート社会卓越教育院　特任教授

## 学会役職
- IEEE Region 10 Director 2019-2020 [3]
- 電子情報通信学会監事 2020-2022 [4]

## 受賞
- Best Paper Awards, IEEE Asia Pacific Conference on Circuits and Systems(1994)[2]
- 電子情報通信学会論文賞(1999)[5]
- IEEE Third Millennium Medal (2000)[5]
- LSI IPデザインアワードIP賞(2002)[5]
- IEEE Fellow (2003)[5]
- 電子情報通信学会フェロー(2003)[5]
- Distinguished Service Award for IEEE Student Activities (2006)[5]
- DSPS教育者会議日本テキサス・インスツルメンツ優秀デモ発表賞(2007)[2]
- 東工大教育賞(2010)[5]
- 総務大臣表彰(2012)[2]
- 東工大工学系教育賞(2014)[5]
- 科学技術分野の文部科学大臣表彰 科学技術賞理解増進部門(2016)[5]